# José Maria Matrés Manso

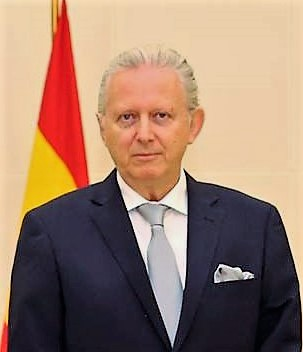
José Maria Matrés Manso (2018)

José Maria Matrés Manso (* 1954 in Spanisch-Guinea) ist ein spanischer Diplomat.

## Werdegang
1981 schloss Manso sein Jurastudium ab und begann seine Arbeit für den diplomatischen Dienst Spaniens. Er arbeitete in den spanischen Vertretungen im Iran, in der Volksrepublik China, in Japan, Kanada und Schweden. Er war stellvertretender Generaldirektor für multilaterale Wirtschaftsbeziehungen und Kooperation, zweiter Leiter der Botschaft von Spanien in Thailand und Generalkonsul von Spanien in Shanghai, Oran und Caracas. Er war Abteilungsdirektor für Schengenangelegenheiten in der Generaldirektion für konsularische Angelegenheiten und Unterstützung und wurde 2010 zum Generalkonsul von Spanien in São Paulo ernannt. Ab Januar 2013 war er Botschafter Spaniens in Mali, bevor er 2017 Botschafter in Indonesien wurde. Am 22. Februar gab Manso auch seine Akkreditierung beim Präsidenten Osttimors ab. 2021 endete Mansos Dienstzeit in Jakarta.